# Pro TV
Pro TV (pronunciació en romanès: [pro teˈve], sovint estilitzat com PRO•TV) és una cadena de televisió en directe romanesa. Va ser llançada el desembre de 1995 com a tercer canal de televisió privat del país, després de l'ara desapareguda Tele7ABC i Antena 1. És propietat de la companyia Central European Media Enterprises (CME), una sucursal del grup PPF Group.
Dirigit a adults urbans d'entre 30 i 50 anys, té una estratègia de programació de sèries i pel·lícules internacionals, així com una gran varietat de notícies, entreteniment local i ficció locals. Emet versions en romanés de franquícies Des de 2006 va ser la primera cadena romanesa a començar a emetre les notícies, en alta definició.

## Programes destacats
- Știrile Pro TV («Notícies») és un programa informatiu que va guanyar el premi International Emmy 2008.
- Românii au talent. La versió romanesa de la franquícia Got Talent. L'espectacle està presentat per Smiley i Pavel Bartoș.
- Vocea României («La veu de Romània»). La versió romanesa de la franquícia "The Voice ".
- Las Fierbinți, una sitcom romanesa ambientada en un lloc rural. La sèrie segueix la vida social i romàntica dels habitants del poble.
- Ce spun românii, és una de les versions romaneses de Family Feud.
- Romania, te iubesc! (Romània, t'estimo), un espectacle on els periodistes intenten mostrar la bellesa del país i algunes persones especials que fan que Romania sigui millor, alhora que s'ofereixen documentals i investigacions destinades a revelar il·legalitats locals que les autoritats corregeixen sota la pressió de l'opinió pública.
- I like IT és un programa sobre tecnologia de la informació, així com jocs d'ordinador i robots. L'amfitrió del programa és George Buhnici.
- Ce se accident, doctor? («Que tinc, doctor?»), un programa que tracta problemes de salut, nutrició, manteniment de la salut i estratègies d'autocura. El programa està presentat per Oana Cuzino.
- Apropo TV, un programa d'entreteniment presentat per Andi Moisescu que parla de temes socials, cultura popular i anuncis locals/de tot el món
- Dupa 20 de ani («20 anys més tard»), una tertúlia setmanal que conté entrevistes a polítics, economistes i científics socials romanesos. El nom fa referència al temps transcorregut des de la revolució romanesa.
- MasterChef Romania de la franquícia Masterchef, presentat per Răzvan Fodor.
- La Măruță (abans Happy Hour), presentat per Cătălin Măruță, programa de lleure en directe amb notícies sobre celebritats i negocis de l'espectacle.
- Falsez pentru tine,[2] franquícia de jocs de música internacional de Corea del Sud I Can See Your Voice.
- Masked Singer Romania. La versió romanesa de l'espectacle internacional Masked Singer.
- SuperStar Romania. La propera versió romanesa de la franquícia.

## Notícies de ProTV
Știrile ProTV («Notícies ProTV») és l'informatiu més popular a Romania, amb 9,3 punts de qualificació i el 25,1% de la quota de mercat televisiu del país. El segueixen més d'un milió d'espectadors a nivell internacional. Va guanyar l'«International Emmy Award News of 2008» el setembre de 2008. Andreea Esca és la presentadora de notícies més antiga de Romania. Va començar la seva carrera fa més de 25 anys i ha passat 23 anys a ProTV.
Tot i que és el programa més popular, molts observadors de mitjans el consideren sensacionalista. Sovint s'acusa als informatius del vespre de dedicar gran part del temps a temes relacionats amb la violència i el zel ofensiu o excessiu. El telenotícies també ha estat criticat per emetre informes notícies inventades. Ha estat criticat per la dramatització excessiva d'algunes de les seves històries i la cobertura continuada de les notícies d'entreteniment.
Els informatius de la tarda, sobretot quan Monica Dascălu era presentadora, han presentat informes sobre assassinats, homicidis o abusos sexuals amb poca o cap censura. Això ha provocat que aquella emissió en concret es burlin, en la cultura popular, com a Știrile de la ora 5 («notícies de les cinc»).

## Competicions esportives
Pro TV va ser el principal canal que va emetre la Lliga de Campions de la UEFA entre el 2000 i el 2009. Del 2009 al 2015, va retransmetre la Cupa României (Copa romanesa de futbol), els partits amb equips romanesos de la UEFA Europa League i els preliminars de la UEFA Champions League. A partir del 2015, va recuperar els drets per a la Lliga de Campions de la UEFA i el 2016 va obtenir els drets per a la Campionat d'Europa de futbol 2016. A partir del 2021, va recuperar els drets de la Lliga Europa de la UEFA, i també de la Lliga Europa Conferència de la UEFA i la Copa anglesa de futbol.

## Celebritats
- Andra
- Andreea Esca
- Andi Moisescu
- Cătălin Măruță
- Constantin Cotimanis
- Cătălin Radu Tănase
- Cristian Leonte
- Corina Caragea
- Ramona Păun
- Florin Busuioc
- Mihai Dedu
- Smiley
- Pavel Bartos
- Tudor Chirilă
- Marius Moga
- Mònica Dascălu
- Cabral
- Mihaela Radulescu
- Oana Tache
- Oana Stern-Cuzino
- Mihai Petre
- Andreea Marin
- Florin Călinescu
- Dragoș Bucur
- Adi Hadean
- Mihai Bobonete
- Irina Rimes
- Inna
- Codin Maticiuc
- Horia Brenciu

## Premis
El setembre de 2008, la campanya social de Pro TV News Tu știi ce mai face copilul tău? («Alguna idea del que fa el vostre fill ara mateix?») va guanyar els Premis Emmy Internacionals per "Notícies", sent la primera cadena de televisió d'Europa de l'Est a guanyar aquest premi.
A principi de 2009, Pro TV va guanyar el NAB International Broadcasting Excellence Award per les campanyes socials que havia desenvolupat els dos anys anteriors.

## Logotip

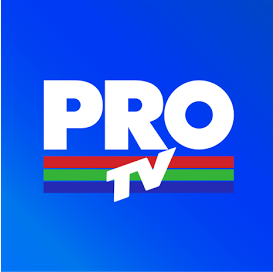
2015–2016
2016-28 d'agost de 2017
28 d'agost de 2017 fins a l'actualitat